# Kilchberg BL
| BL ist das Kürzel für den Kanton Basel-Landschaft in der Schweiz. Es wird verwendet, um Verwechslungen mit anderen Einträgen des Namens Kilchberg zu vermeiden. |

Kilchberg ist eine politische Gemeinde im Bezirk Sissach des Kantons Basel-Landschaft in der Schweiz. Sie ist die bevölkerungsärmste Gemeinde des Kantons Basel-Landschaft.

## Geographie
Kilchberg befindet sich im sogenannten Eital auf einer Höhe von 571 m ü. M. auf einem Hügel, der sich am westlichen Ufer des Eibachs, eines Zuflusses der Ergolz, erhebt. Kilchberg bildet mit den beiden Nachbargemeinden Rünenberg und Zeglingen einen Verwaltungsverbund. Die gemeinsame Gemeindeverwaltung befindet sich in Zeglingen.
Die Gemeinde Kilchberg grenzt im Nordwesten an Rünenberg, im Nordosten an Tecknau, im Osten an Wenslingen und im Süden an Zeglingen.

## Geschichte
Im frühen Mittelalter wurde in der Siedlung eine St.-Martins-Kirche als Mutterkirche für die Orte Kilchberg, Rünenberg und Zeglingen errichtet, im Jahr 1226 wurde die Siedlung nach ihr Chilperch genannt. Wahrscheinlich gehörte Kilchberg zum Bistum Basel und gelangte später in den Besitz des Grafen von Frohburg. Diese gaben die Ortschaft an eine Familie weiter, welche sich nach Kilchberg benannte, seit 1376 sind die Grafen von Thierstein als Besitzer der Siedlung erwähnt.
Zwischen 1400 und 1870 hielt der Chorherrenstift in Rheinfelden das Kirchenpatronat über St. Martin, danach ging dieses Recht an die Stadt Basel über, die seit 1461 im Besitz von Kilchberg war.

## Politik
Der Gemeinderat besteht aus drei Mitgliedern. Gemeindepräsident ist seit 2018 Marcel Aeschbacher.

## Sehenswürdigkeiten

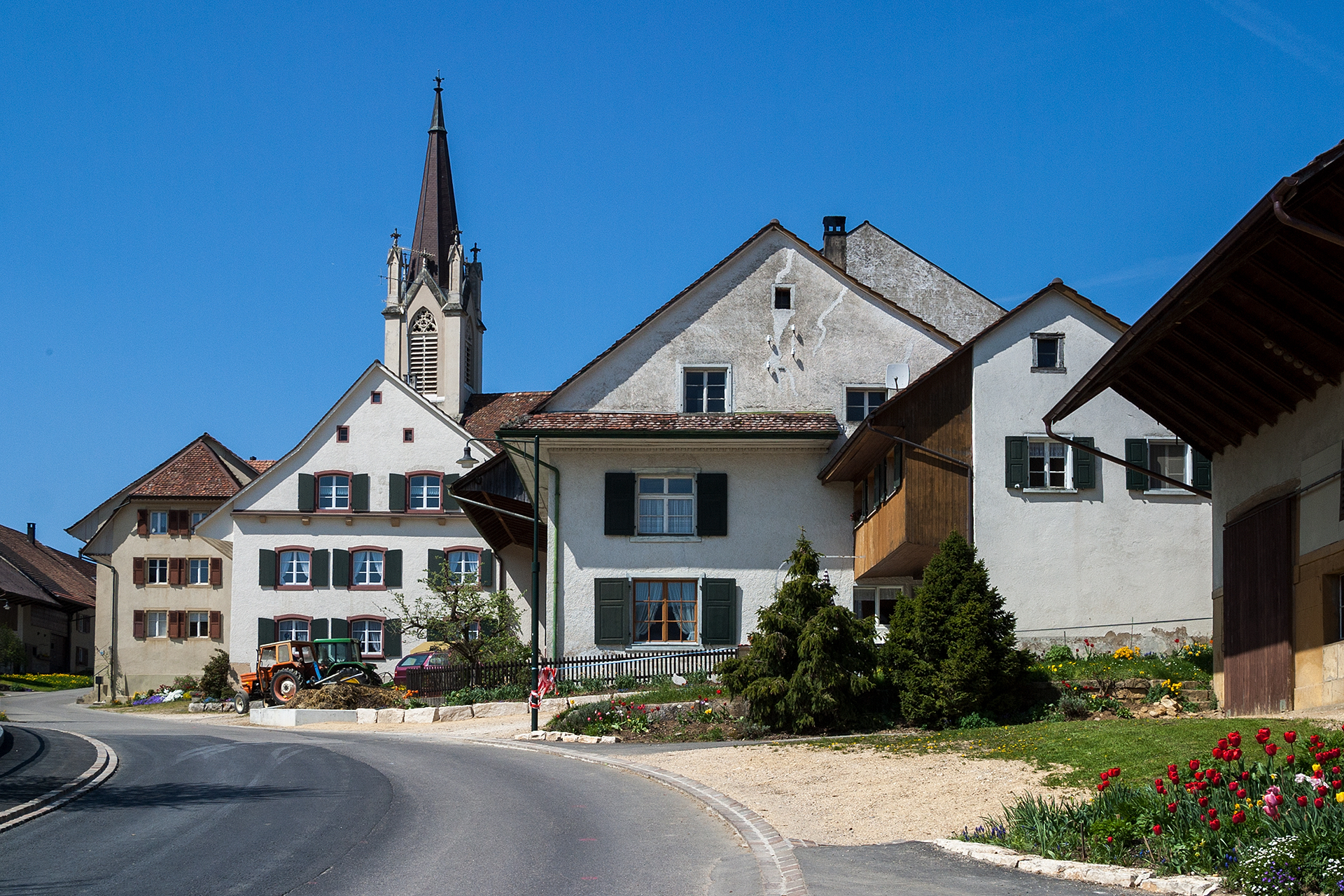
Dorfeingang mit St.-Martinskirche
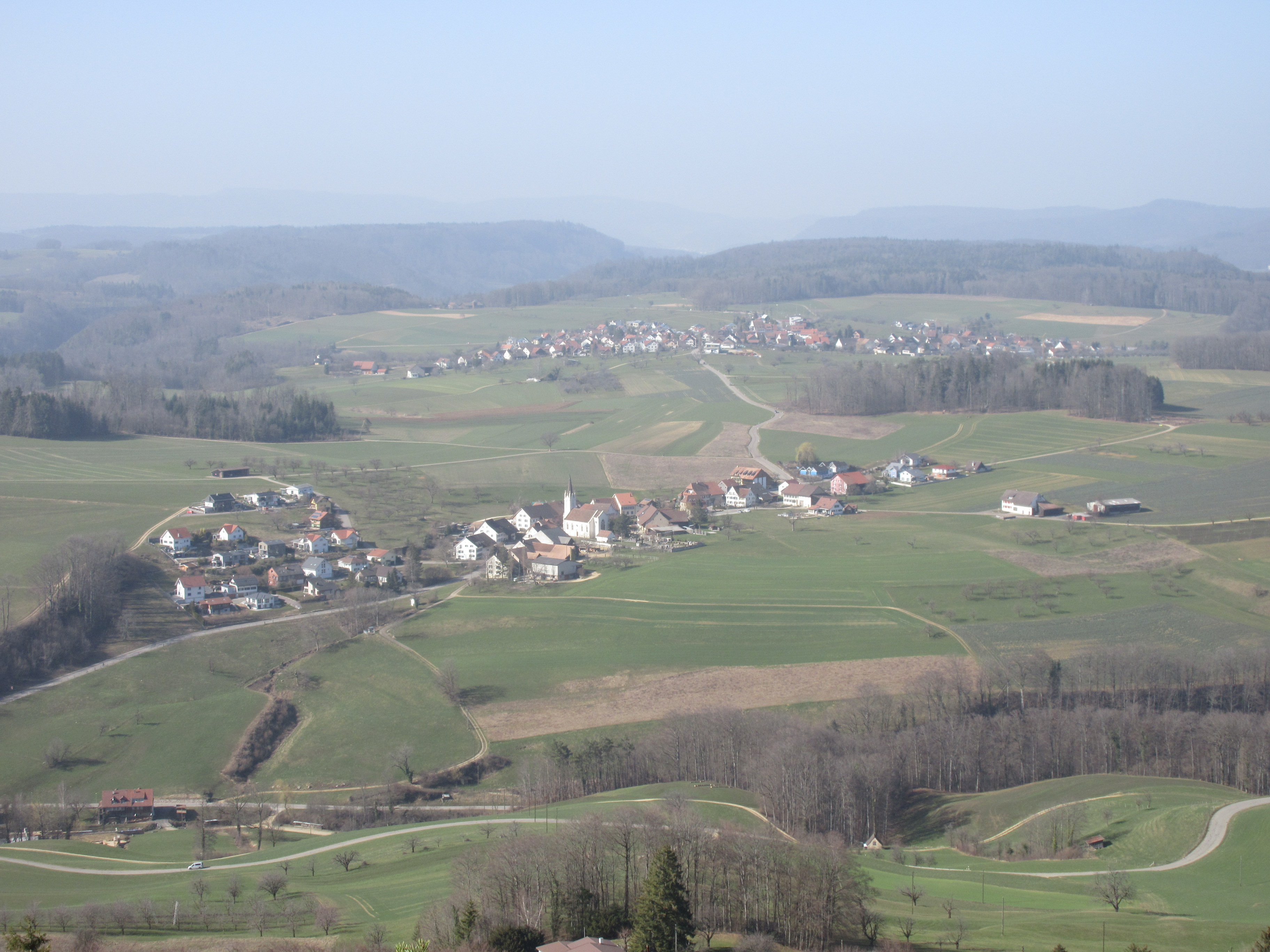
Kilchberg von der Zilgflue aus gesehen